# Platyptilia strictiformis
Platyptilia strictiformis là một loài bướm đêm thuộc họ Pterophoridae. Nó được tìm thấy ở Cộng hòa Dân chủ Congo, Tanzania và Uganda.